# Landkreis Cochem-Zell
Landkreis Cochem-Zell är ett administrativt distrikt (Landkreis) i centrala delen av det tyska förbundslandet Rheinland-Pfalz. Distriktet är glest bebyggt och ligger mellan bergsområdena Eifel i norr och Hunsrück i söder, omkring floden Mosel.
Huvudort är småstaden Cochem, känd för Cochems kejserliga slott. Andra städer är Kaisersesch, Ulmen och Zell (Mosel).
Vinodling och turism är viktiga näringar i regionen, som tillhör nedre Moseldalens vinregion.
1. ↑  GeoNames, 2005, Geonames-ID: 3247464, läs online och läs online.[källa från Wikidata]